# Amalie Dietrich

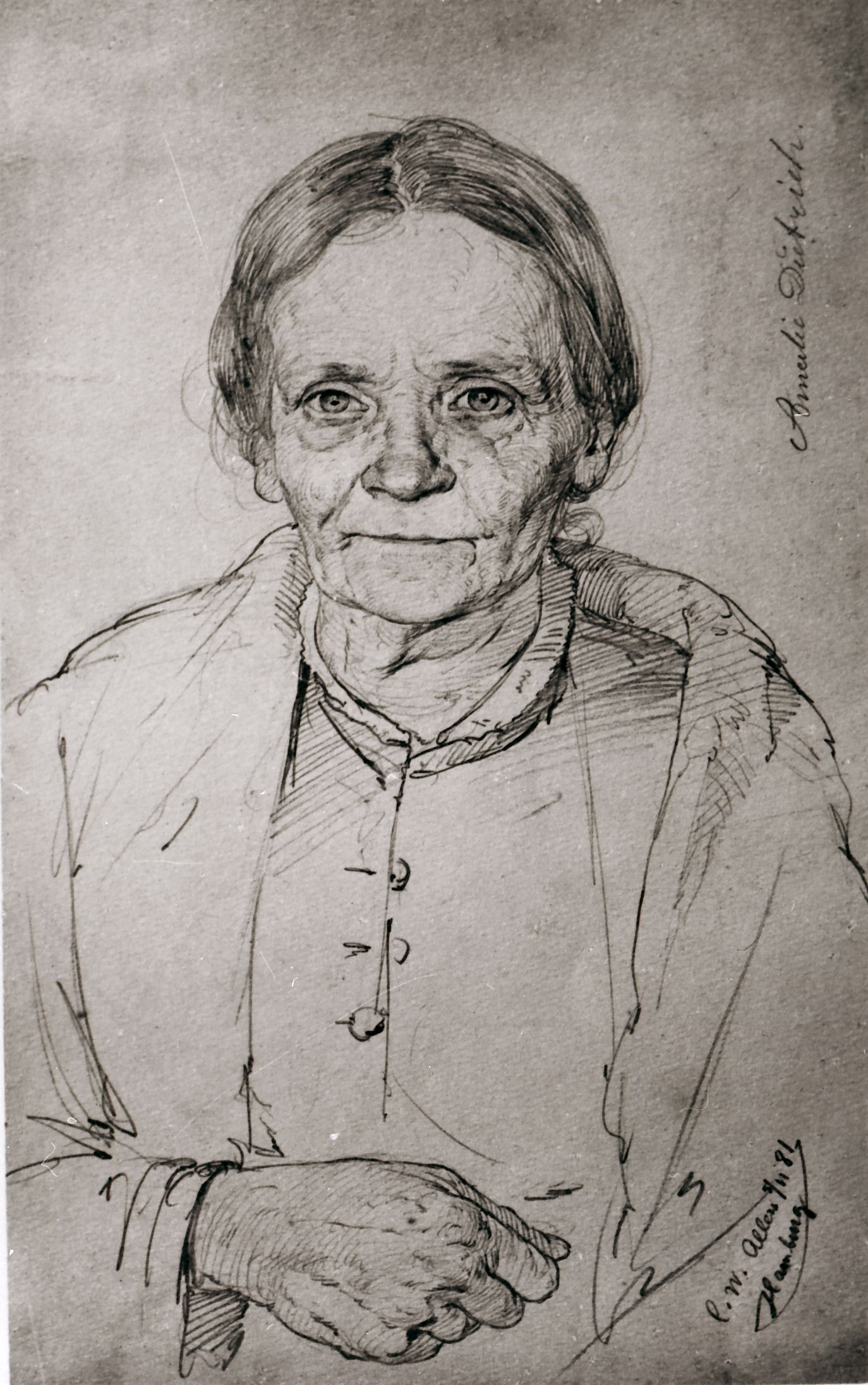
Porträtt av Amalie Dietrich på sin sextioårsdag, teckning av Christian Wilhelm Allers.

Koncordie Amalie Dietrich, född Nelle 26 maj 1821 i Siebenlehn (idag del av Großschirma), Sachsen, död 9 mars 1891 i Rendsburg, var en tysk naturforskare, forskningsresande och växtsamlare.

## Biografi
Amalie Dietrich gifte sig 1846 med apotekaren, botanikern och handlaren av naturföremål Wilhelm Dietrich. Amalie Dietrich fick största delen av sin vetenskapliga utbildning av maken och tillsammans utförde de flera resor i Tyskland samt i andra europeiska länder för att samla växter eller för att sälja objekten. Viss kunskap om medicinalväxter hade hon redan fått av sin mor. Hennes samarbete med maken tog slut efter en tid och hon flyttade tillsammans med sin dotter till Hamburg.
År 1863 skickade redaren Johan Cesar Godeffroy Dietrich till Australien för en tio år lång forskningsresa. Där samlade hon i början växter och djur som hon sände till Tyskland för redarens påtänkta museum. Bland föremålen fanns flera arter som tidigare var okända för den västerländska vetenskapen. I ett brev från 1865 önskade redaren och tyska forskare som Rudolf Virchow även skelett från aboriginer. Hon infriade önskan men det är inte känt hur hon fick tag i skeletten. I senare historiska avhandlingar som sammanställde flera obekräftade berättelser utpekades Dietrich som angel of black death. Inte heller biografin Amalie Dietrich – Ein Leben som skrevs av hennes dotter Charitas Bischoff kan förklara vad som egentligen hände. Det visade sig att Bischoff förfalskade Dietrichs personliga brev innan de publicerades i boken.
Amalie Dietrich utförde 1872 en expedition till Tonga. Hon var ledamot av det entomologiska sällskapet i Stettin och efter återkomsten till Tyskland aktiv vid Hamburgs botaniska museum.

## Arter som blev uppkallad efter Dietrich
Dietrich hedrades med olika vetenskapliga namn för djur och växter (urval):
- Odynerus dietrichianus, en stekel
- Acacia dietrichiana, en ärtväxt
- Bonamia dietrichiana, en vindeväxt